# Carlo Pio di Savoia
Carlo Pio di Savoia (ur. 7 kwietnia 1622 w Ferrarze, zm. 13 lutego 1689 w Rzymie) – włoski kardynał.

## Życiorys
Urodził się 7 kwietnia 1622 roku w Ferrarze, jako syn Ascania Pio di Savoia i Eleonory Mattei. W młodości wstąpił do armii ferraryjskiej, gdzie dosłużył się stopnia pułkownika. W czasie wojny został wzięty do niewoli przez Florentczyków, a po uwolnieniu został klerykiem Kamery Apostolskiej i skarbnikiem generalnym Jego Świątobliwości. 2 marca 1654 roku został kreowany kardynałem diakonem i otrzymał diakonię Santa Maria in Domnica. W okresie 1654–1655 był legatem w Urbino. 2 sierpnia 1655 roku został wybrany biskupem Ferrary, a 5 września przyjął sakrę. Po ośmiu latach zrezygnował z zarządzania diecezją. 14 listopada 1667 roku został podniesiony do rangi kardynałem prezbiterem i otrzymał kościół tytularny Santa Prisca. W latach 1671–1672 pełnił funkcję kamerlingiem Kolegium Kardynałów. 15 lutego 1683 roku został podniesiony do rangi kardynała biskupa i otrzymał diecezję suburbikarną Saibna. Zmarł 13 lutego 1689 roku w Rzymie.